# جوني فالنتينو
جوني فالنتينو (بالإنجليزية: Johnnie Valentino)‏ هو عازف جاز أمريكي، ولد في 2 سبتمبر 1957.